# Поклонский, Александр Владимирович
Алекса́ндр Влади́мирович Покло́нский (укр. Олександр Володимирович Поклонський; род. 22 января 1975, Днепропетровск) — украинский футболист, тренер. Главный тренер клуба «Мурас Юнайтед».

## Биография

### Клубная карьера
Большую часть карьеры провёл на Украине, играл за клубы Высшей и Первой лиг Украины. Из известных выступал за «Ворсклу», родной «Днепр», «Таврию», «Кривбасс», «Зарю» и ЦСКА (Киев). Играл за два иностранных клуба — азербайджанский «Симург», и казахстанский «Кызылжар». В 2009 году, после выступлений за «Нефтяник-Укрнефть», завершил карьеру.

### Карьера в сборной
В период с 1996 по 1997 годы провёл 10 матчей за молодёжную сборную Украины.
За основную сборную сыграл 1 товарищеский матч, 17 апреля 2002 года вышел на 65-й минуте вместо Сергея Кормильцева в матче со сборной Сербии и Черногории.

### Тренерская карьера
Тренерскую карьеру начал в 2013, возглавив юношескую команду «Днепра» U-19.
В июле Поклонский сменил на посту главного тренера команды U-21 Дмитрия Михайленко, ушедшего в первую команду. С новым коллективом занял 9 место в молодёжном чемпионате Украины 2016/17.
Летом 2017 стал главным тренером основного состава «Днепра». В дальнейшем тренировал «Днепр-1», «Никополь», ВПК-Агро и «Самгурали». С января 2025 года — главный тренер киргизского клуба «Мурас Юнайтед».

## Достижения
- Бронзовый призёр чемпионата Украины (2): 2000/01, 2003/04
- Финалист Кубка Украины (2): 1996/97, 2003/04